# フレンドタウンコウカ
フレンドタウンコウカ（フレンドタウンコウカ、Friend Town KOKA）は、滋賀県甲賀市甲南町竜法師にあるショッピングセンターである。株式会社平和堂が運営管理を行う。

## 概要
平和堂が初めて開発した「近隣型ショッピングセンター（NSC）」で、フレンドマート甲南店を核店舗とする商業施設である。敷地面積は45,181 m2、店舗面積は11,514 m2を有する。フレンドマート甲南店の開店により、甲賀市内の平和堂店舗はアル・プラザ水口、信楽店（元：平和堂、現：フレンドマート）に次いで3店舗目となった。なお、当ショッピングモールが開店した時期は、滋賀県の湖南地域で大型ショッピングセンターの新規開店（ピエリ守山・フォレオ大津一里山・イオンモール草津）・増床（エイスクエア専門店街サラ）ラッシュであった。

## 沿革
- 2008年（平成20年）11月13日：開店[1]。
- 2009年（平成21年）：テナントのKURIYAが開店半年で撤退。

## 店舗
核店舗となるフレンドマート甲南店を除く専門店を紹介する。専門店はSM棟・テナント棟・別棟に設けられているが、分類は行わない。
- 肉のげんさんフレンドマート甲南店
- 菓子長フレンドマート甲南店
- ハニー・ビーフレンドマート甲南店
- フレンズ甲南店
- ベストアイ甲南店
- ミッキークリーニングフレンドマート甲南店
- ケーヨーデイツー甲賀店[4]
- 室内遊園地 ユーアイランド甲南店
- ピエス接骨院甲南院
- カーブスフレンドマート甲南
- ウイング甲南店
- キリン堂甲南町店
- セリアフレンドマート甲南店
- 麺とかつの店 太郎甲南店[注 1][5]
- ココス甲南店
- マクドナルド甲南フレンドマート店
- 宝くじドリームボックス甲南店

## 交通アクセス
- JR草津線甲南駅下車、徒歩約15分[1]。同駅より甲賀市コミュニティバス「フレンドマート」停留所下車。

## 付記
- 開店当初から衣料品店のKURIYAがテナントとして出店していたが[1]、同店の運営元である株式会社くりやが大津地方裁判所彦根支部に破産手続を申請したため、約半年で撤退した。
- 別棟のココス隣にも2店舗テナントが入居する予定であったため、本ショッピングセンターフロアガイド表紙の当SCイメージ画像には存在しない店舗が2つ描かれていた。入居予定地は駐車場となった。[要出典]